# Хімічна реакція інсерції

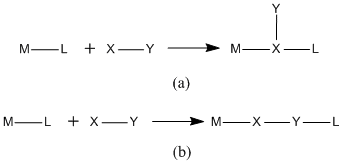

Хімічна реакція інсерції (англ. insertion reaction) — хімічна реакція загального типу, в якій вхідний атом чи група Y вклинюється у зв'язок між двома атомами X–Z субстрату (наприклад, реакції карбенів, нітренів).
X–Z + Y → X–Y–Z
Синонім — реакція вклинення.